# X-wing Fighter
X-wing Fighter — вигаданий космічний корабель зі всесвіту Зоряних війн. Використовувався Альянсом Повстанців, та був її основним зоряним винищувачем. Впізнаваною корабель робить конструкція Х-подібних рухомих крил. У похідному положенні два крила щільно прилягали один до одного, але при переході у бойове положення крила розходилися.
| Загальна інформація  | Загальна інформація                                            |
| -------------------- | -------------------------------------------------------------- |
| Роль                 | Зоряний винищувач                                              |
| Належність           | Альянс Повстанців                                              |
| Виробнича інформація |                                                                |
| Виробник             | Корпорація «Інком»                                             |
| Клас                 | Винищувач                                                      |
| Модель               | T-65B                                                          |
| Характеристики       |                                                                |
| Довжина              | 12.5 м.                                                        |
| Енергетичні щити     | Присутні                                                       |
| Озброєння            | • Лазерні гармати (4 шт.) • Установки протонних торпед (2 шт.) |
| Екіпаж               | • 1 пілот • 1 дроїд астромеханік                               |